# Tairona
Els Tairona són un grup indígena que habita en els departaments colombians de Magdalena, Guajira i del Cesar, a les faldes de la Sierra Nevada de Santa Marta, incloent les conques dels rius Guachaca, Don Diego, Buritaca i la zona baixa costanera compresa dintre del Parc Nacional Natural de Tayrona.
Es tracta d'un grup de filiació txibtxa. Es presumeix que el nom tairona pugui estar relacionat amb els termes teyuna i teiruna, que s'han trobat en diverses llengües dels pobles indígenes que encara sobreviuen a la serra de Santa Marta, tots ells de filiació arhuac-del grup magdalènic-. Entre aquests pobles es troben els koguis, que presumiblement puguin ser descendents dels tairona. Sobre la llengua dels koguis, se suggereix que hi ha un cert parentiu amb l'antiga llengua dels tairona; en l'actualitat encara n'hi ha prop de 7 mil parlants de kogui-tairona.

## Història dels Tairona

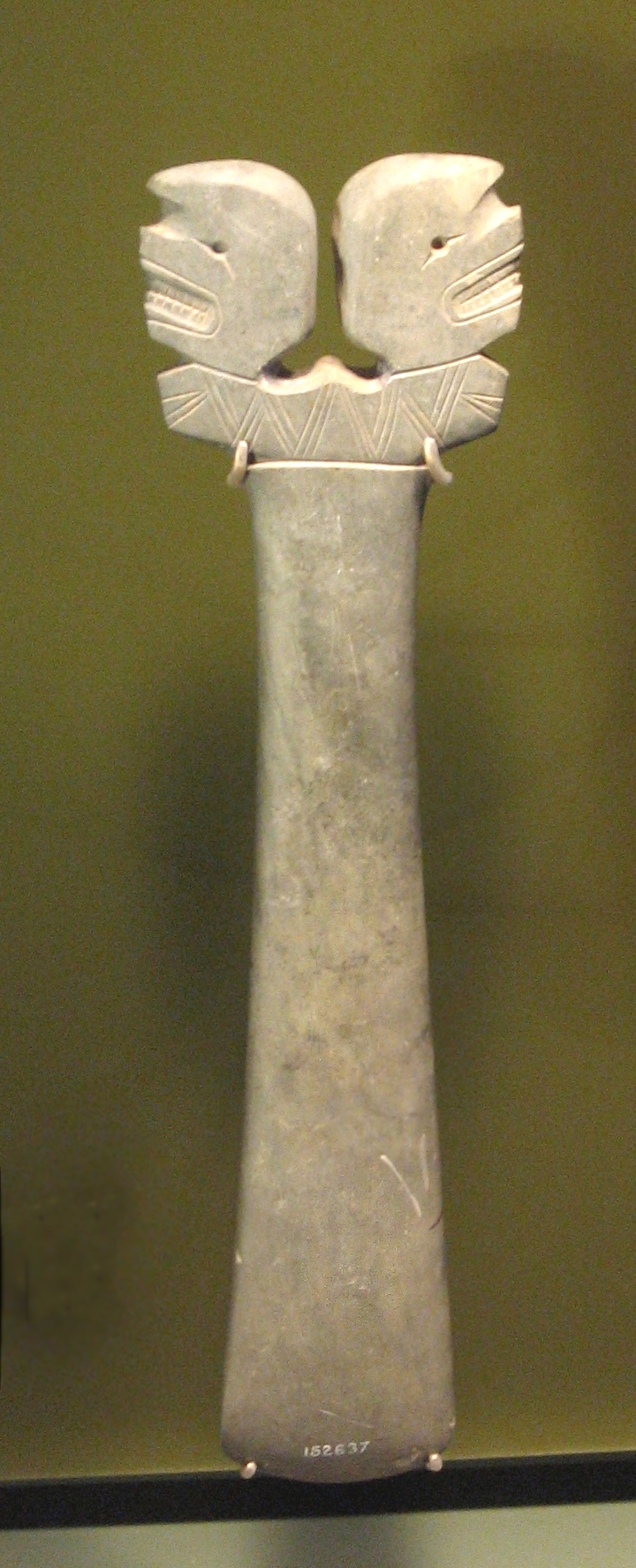
Bastóntairona en pedra, 1550 - 1600

Es va descobrir la ciutat fundada pels tairona l'any 800 i habitada fins al 1600, avui coneguda com a Ciutat Perduda. Poc més se sap fins ara de la seva història. Aquesta societat es trobava organitzada en unitats polítiques de diverses dimensions que exercien control sobre diferents territoris en el massís muntanyós, des del mar Carib fins als cims del Gonavindua (pic Simón Bolívar) i el Aloglue (Pic Cristóbal Colón). La població era independent i estava dirigida pel seu propi cacic, amb diferents aliances i enemistats entre ells.
El primer contacte amb els conqueridors espanyols es va donar el 1498 amb l'arribada de Fernando González de Oviedo, amb qui els cacics de la zona van establir relacions comercials. El 1525, amb la fundació de la ciutat de Santa Marta per Rodrigo de Bastidas, els espanyols van intentar establir una presència més forta en la zona, donant inici a l'empresa colonial espanyola en aquesta part del continent sud-americà. Entre 1525 i 1599, les relacions entre els pobles indígenes de la zona -que incloïen a més a més els tairona als guanebucans, els malibuès, els wayu, els kosina, i els chimiles entre d'altres) i els colons espanyols es van caracteritzar per la seva inestabilitat: intensos períodes de conflicte i guerra on s'intentava dominar els habitants eren seguits per anys de calma tensa en les que els espanyols es veien forçats a establir relacions pacífiques amb les diferents comunitats.
Durant aquest temps, els tairona van cremar Santa Marta diverses vegades, van conquerir el fort espanyol de Bon hida, van establir relacions comercials amb pirates anglesos i francesos, i en general, van aconseguir limitar el creixement de la colònia espanyola. Entre 1599 i 1600, el governador de Santa Marta, Juan Guiral Velón, va emprendre una intensa campanya militar per subjugar a aquestes poblacions. Un intent frustrat d'aliança entre els diferents poblats va donar peu perquè el governador pogués capturar els cacics un a un, tallant-los el cap i esquarterant-los. Els pobladors que no van aconseguir escapar van ser portats als voltants de Santa Marta i lliurats a encomenders. Els supervivents es van internar en les parts més altes del massís per escapar dels espanyols, i els seus descendents són els koguis, que han estat aïllats fins ara. S'estima els seus descendents "purs" sumen 50.000 persones, mentre que els mestissos i babuins amb sang tairona sumen diversos milions de persones, principalment en la costa caribenya de Colòmbia (1,5 a 2 milions a la Sierra Nevada de Santa Marta.)

## Poblats i infraestructures
Dintre del territori tairona tots els pobles i ciutats estaven comunicats per una xarxa de camins de pedra, que s'estenia des dels vessants baixos fins als indrets més allunyats de la Sierra Nevada. Els seus habitatges tenien forma circular, construïts en general sobre terrasses de pedra; no tenien finestres, els sostres eren de palma de muntanya. Els murs estaven construïts de tova i pedres petites, i estaven pintats amb calç i aigua, encara que de vegades es feien de palla en les ciutats més properes a l'aigua.
En la construcció de les ciutats primer es feien les terrasses que proporcionaven els arbres i la fusta; després aquestes terrasses s'usaven per a les feines del camp i per construir els habitatges. Es feien canalitzacions per portar l'aigua de muntanya als habitatges; Tant les canalitzacions com les ciutats i les terrasses de conreu van ser dissenyades de tal manera que evitava l'erosió. La mida de cada habitatge indicava la importància de l'habitant. Hi havia també edificis especials, com magatzems i temples.
Un dels llogarets més coneguts i dels jaciments arqueològics taironas es coneix com a Ciutat Perduda. Era una ciutat important, amb tanca de 13 hectàrees, i els estudis demogràfics recents suggereixen que estava habitat entremig de 1.500 a 2.400 persones que vivien en almenys 11.700 metres quadrats a 184 cases rodones construïdes en terrasses pavimentades amb pedra. N'hi ha molts altres llocs de mida similar o una més gran.
Un lloc més gran, «Pueblito» està situat a la vora de la costa, en el Parc nacional natural Tayrona. Segons la investigació de Reichel Dolmatoff, conté almenys 254 terrasses i tenia una població de prop de 3.000 persones. Els estudis arqueològics regionals demostren que també hi havia llocs grans en el vessant occidental de la sierra Nevada de Santa Marta, com Antigua i Posiguieca. Actualment és possible accedir a Pueblito des del Parc Tayrona, en què existeix una platja nomenada la piscina, una petita badia amb una filera de pedres de gran mida que servien com trampa per a peixos, per la qual cosa els tairona venien aquí a pescar, no existeix la certesa de com van arribar aquestes roques, si és natural o els nadius les portaven.
A la Sierra Nevada de Santa Marta n'hi ha també diversos llocs de pintures rupestres i petroglifs. Entre aquests es destaca la pedra de Donama, enigmàtica roca gravada que, per alguns investigadors, és un codi de la natura.

## Orfebreria

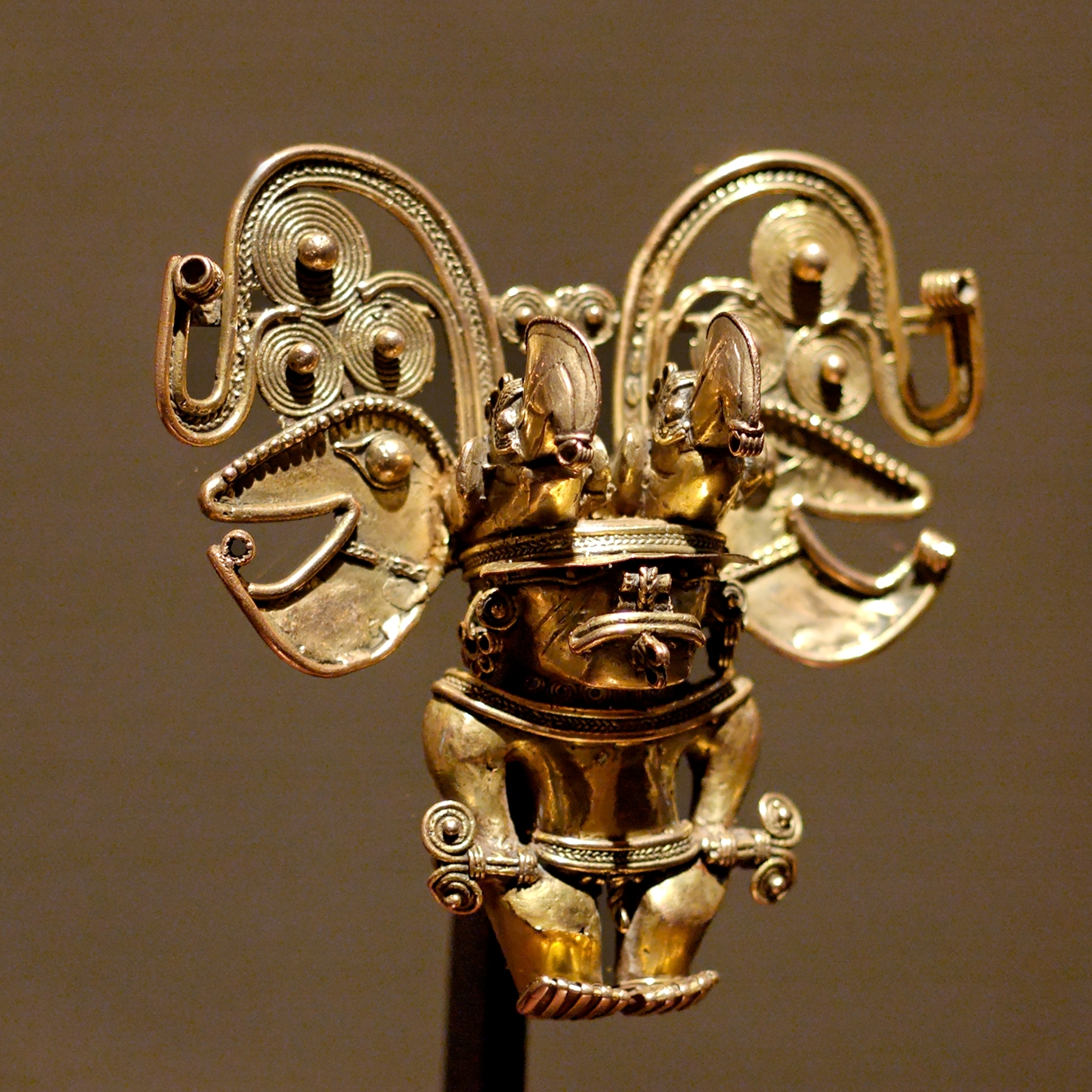
Penjoll antropomorf tairona, representant un xaman amb dos ceptres, un gran ornament nasal i un barret alt amb dos tucans. Fabricat amb la tècnica de la cera perduda amb decoració de filigrana falsa, entre el segle X i el XV.

En l'àrea de l'orfebreria els tairona tenien un paper principal, doncs van desenvolupar prou tècniques com: 
- la cera perduda, que consistia en fer motlles de fang envoltant una figura de cera, que es fonia després d'escalfar l'empacament de fang. Després de treure la cera diluïda, l'orfebre vessava l'or líquid a l'espai deixat per la figura de cera, posteriorment esperava que se solidifiqués i trencava el motlle per treure la figura desitjada.
- la tumbaga, un aliatge de coure i or que permetia estalviar recursos i fondre més fàcilment l'or.[7]
- tractaments per millorar la qualitat de l'or, com escalfar-ho fins l'oxidació del coure i després submergir-ho en aigua gelada per aconseguir una pàtina permanent d'or i evitar que la peça s'esquerdés. Finalment el procés acabava amb el poliment de la peça fins que arribés a la perfecció.

Es creu que algunes d'aquestes tècniques van ser desenvolupades pels txibtxa i exportades al poble tairona. Alhora, a aquests també se'ls considera exportadors de tècniques d'orfebreria i fils: mentre la majoria de les primeres obres txíbtxes semblen tosques i mal acabades -encara que la qualitat de l'or és superior-, les tairona són tècnicament perfectes. La tècnica de la cera perduda millorava l'estètica de les obres, per la qual cosa els txibtxes pràcticament van abandonar el mètode del repussat directe, que a més a més d'inexacte li restava vida útil a la peça, pel risc d'esquerdar-se, i que també restringia les obres a làmines, ja que repussar sobre l'or brut és quasi impossible. Els taironas, en aprendre mètodes com la immersió de la peça en aigua, van millorar de manera substancial la qualitat del material i la bellesa de l'ornament.